# AMV Stochdorphia Tübingen
Die AMV Stochdorphia Tübingen ist eine nicht farbentragende, nichtschlagende gemischte Studentenverbindung an der Eberhard Karls Universität Tübingen. Sie ist die erste und älteste nicht farbentragende deutsche Studentenverbindung.

## Geschichte
Gegründet wurde die Akademisch-Musikalische Verbindung (AMV) Stochdorphia 1857 in bewusstem Gegensatz zu den damals ausschließlich farbentragenden Korporationen. Einer der Gründer war der Theologe Emil Stochdorph, dem die Verbindung auch ihren Namen verdankt.

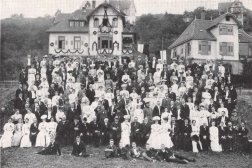
Corona zum 50. Stiftungsfest 1907

Deutschland bestand zu dieser Zeit noch aus vielen Kleinstaaten, das Hambacher Fest lag 25 Jahre, die Märzrevolution von 1848 lediglich neun Jahre zurück, als die Stochdorphia gegründet wurde. Das Vaterland im Wahlspruch ist nach dem Verständnis der Verbindung daher nicht vergangenheitsbezogen, sondern als politische Aufgabe für die Zukunft zu interpretieren – als politischen Freisinn für einen zukünftigen demokratischen deutschen Nationalstaat. Der liberale Gedanke setzte sich in der weiteren Geschichte der Verbindung fort.
1920 erfolgte der Beitritt zum Sondershäuser Verband (SV). Bereits in den 1920er-Jahren wurde der Status einer Schlagenden Verbindung abgelegt.
Das Tübinger Stocherkahnrennen wurde von der Verbindung 1982, 1988 und 2014 gewonnen.

## Selbstverständnis
Für eine Mitgliedschaft spielt es keine Rolle, welcher Nationalität, Hautfarbe, Religion oder Fakultät man angehört.
Aufgabe im Selbstverständnis der Stochdorphia ist der intergenerationale, der interkulturelle sowie der internationale Austausch zwischen Akademikern und angehenden Akademikern. Zudem soll das Studium um musische Aspekte (gemeinsames Musizieren, Theater etc.) erweitert werden.

## Bekannte Mitglieder

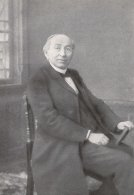
Emil Stochdorph, 1905

- Erwin Ackerknecht (1880–1960), Literaturhistoriker und Bibliothekar
- Walter Balz (1910–1990), Oberbürgermeister der Stadt Tuttlingen
- Martin Blümcke (* 1935), Rundfunkjournalist und Autor
- Manfred Bulling (1930–2015), Regierungspräsident des Regierungsbezirks Stuttgart
- Victor Dieterich (1879–1971), Forstwissenschaftler und Hochschullehrer
- Walter Dunz (1886–1963), Ministerialdirektor
- Rudolf Haas (1922–2004), Anglist und Hochschullehrer
- August Hagmann (1914–1969), Mitglied des Landtags von Baden-Württemberg
- Reiner Heeb (1935–2023), Landrat von Böblingen
- Karl Heß (1911–1997), Landrat von Böblingen
- Heinz Krämer (1924–2015), Schriftsteller, Lehrer und Ministerialrat
- Otto Küstner (1886–1970), Präsident des Oberlandesgerichts Stuttgart
- Gustav Adolf Martini (1916–2007), Mediziner und Hochschullehrer
- Wolfgang Ramsauer (1913–1999), Landrat von Leonberg
- Wilhelm Rebay von Ehrenwiesen (1909–2004),  Kreishauptmann im deutsch besetzten Polen während des Zweiten Weltkrieges
- Jonathan Schmid (1888–1945), Mitglied des württembergischen Landtags und des Reichsrats, württembergischer Innen-, Justiz- und Wirtschaftsminister und stellvertretender württembergischer Ministerpräsident in der Zeit des Nationalsozialismus
- Albert Schretzenmayr (1906–1995), Internist und Standespolitiker
- Walter Theilacker (1903–1968), Chemiker und Rektor der Technischen Hochschule Hannover
- Albrecht Unsöld (1905–1995), Astronom und Physiker
- Karl Weller (1866–1943), Historiker
- Gunter Widmaier (1938–2012), Strafverteidiger
- Otto Widmaier (1927–2022), Verwaltungsbeamter und Landrat des Landkreises Heilbronn
- Rudolf Yelin der Ältere (1864–1940), Glasmaler